# Агеев, Тимофей Игнатьевич
Тимофе́й Игна́тьевич Аге́ев (конец XVI века — XVII век) — дьяк Русского царства в период Смуты и в правление царя Михаила Фёдоровича.

## Биография
Ранняя биография неизвестна. С декабря 1612 года по январь 1614 года служил в качестве дьяка в Коломне. 29 октября 1615 года упомянут в качестве дьяка и воеводы в Калуге. В 1616 году был отозван в Москву, где оставался в объездах в течение 1616/1617—1618/1619 годов. С 7 июня 1617 по 3 декабря 1618 года — дьяк Казачьего приказа. В 1620/21 году дьяк в Вологде. В 1622/1623 и в 1623/1624 годах был в объездах на Москве. В 1624/1625 году — дьяк Владимирского судного приказа. Летом 1625 года вместе с князем Григорием Константиновичем Волконским на посольской размене на Валуйке. С 26 апреля 1626 года до 1627/1628 года — дьяк в Вологде. В 1628/1629 году — дьяк Сыскного приказа. С апреля 1630 по март 1631 года — дьяк в Вязьме с жалованьем «в половину оклада 35 рублей, да в приказ 10 рублей». В 1630/1631 году — дьяк Владимирского судного приказа. С 1630/1631 по 1631/1632 годы — дьяк Пушкарского приказа. В 1631/1632 году — дьяк Московского судного приказа. В 1632/1633 году — дьяк в Свияжске. С 1635/1636 года по апрель 1646 года — дьяк Владимирского судного приказа. В 1638 году упоминается как владелец двора в Москве. С 1646/1647 по 1647/1648 года — дьяк в Свияжске.